# Psychomotorická terapie
Psychomotorická terapie je termín zavedený ve většině evropských zemí a definovaný jako způsob léčby, který využívá tělesné uvědomění a fyzickou aktivitu jako základní metodu.

## Historie
Termín „psychomotorika“ má svůj původ v Německu. Wilhelm Griesinger, jako jeden ze zakladatelů neuropsychiatrie, použil termín psychomotorika poprvé v roce 1844. Griesinger totiž dospěl k závěru, že samotné duševní vzrušení lze vyjádřit pohybem a akcí jedince kde hledal příčiny duševních chorob v poruchách mozku. Psychomotorika je díky tomu uvažována jako možná součást tělesné výchovy s důrazem na psychosomatiku a v oblasti medicíny, jako podpůrná léčebná terapie.

## Psychomotorika jako pedagogický směr
Psychomotorika jako pedagogický směr vychází z celostního pojetí člověka a je tedy založena na spojení mezi lidskou psychikou a jejími duševními procesy a motorikou člověka. Klade se zde důraz na vzájemné souvislosti, návaznosti a prolínání psychiky a motoriky. Toto propojení se v pedagogickém procesu používá v souvislosti s pozitivním ovlivňováním osobnosti člověka pomocí pohybu. Tento předpoklad vzájemného ovlivňování lidské psychiky a pohybu vychází z psychologických vědních disciplín, především z vývojové psychologie a vědy o pohybu – kinantropologie. Nejvíce je však toto vzájemné ovlivňování využíváno v souvislosti propojení výchovy a vzdělávání – ve speciální pedagogice.
Jedním z novodobých představitelů psychomotoriky v pedagogice je vysokoškolský pedagog Václav Hošek, který se specializuje na psychologii sportu, působí jako soudní znalec v oboru psychologie sportu, a je členem řady vědeckých společností a vědeckých rad dalších vysokých škol, kde mimo jiné podpořil vznik studijního oboru Tělesná a pracovní výchova zdravotně postižených a předmětu Kinezioterapie – psychomotorická terapie psychiatrických pacientů.

## Psychomotorika jako nepedagogický směr
Cílem psychomotoriky je v běžném životě jedince vytvořit vyrovnanou osobnost, která je schopná prožívat radost z pohybu, dokáže jednat samostatně, uvědoměle, cílevědomě, ale i vstřícně a ohleduplně a to při zachování své jedinečnosti. Psychomotorika je také prostředkem k integraci osobnosti i zvládání vztahů ke světu a lidem.

## Psychomotorika jako terapeutický směr
Psychomotorická terapie je nejčastěji v léčebných systémech jako psychoterapie, která především čerpá z poznatků poznatků neurologie, psychoneurologie a psychosomatické medicíny.
„Psychoterapie působí na biologickou stránku člověka, jež je ovlivnitelná a v různé míře měnitelná (v pozitivním i negativním směru) psychologickými prostředky“.
Příklady a prostředky využití v terapeutickém směru:
- Taneční směry a tělocvičná hnutí (sportovní, relaxační)
- Pedagogické metody v rámci procesu vzdělávání a výchovy používající aktivní pohyb jako předmět výchovy
- Ergoterapeutická terapie (v rámci terapie)

## Využití psychomotorické terapie v rámci školní socializace
Psychomotorická terapie vytváří vhodné prostředí pro nácvik školní socializace. Pro socializaci v a to především v mladším školním věku je charakteristické, že reakce na druhé děti jsou jiného rázu než reakce na dospělé lidi. Druhé dítě je dítěti bližší svými vlastnostmi, zájmy, svým sociálním postavením a proto se ve skupině svých vrstevníků může snáze naučit takovým důležitým sociálním reakcím jako je spolupráce, soutěživost, soudržnost a pomoc slabším.

## Využití psychomotorické terapie u seniorů s demencí
U jedinců s demencí nutno počítat s postupným zhoršováním pohybových funkcí z důvodu progrese onemocnění a postupným zhoršováním koordinace pohybu a obtížím při zvládání činností závislých především na jemné motorice. Proje je nutno rozvíjet hlavně ty dovednosti, které jsou alespoň částečně zachovány. Důležitá je zejména individualizace a pravidelnost této terapie. Jedná se zejména o zařazení různých pohybových aktivit a to i pohybově náročnějších běžných denních aktivit, oblíbených aktivit sportovních, pokud jsou ovšem pro pacienta a danou fázi progrese nemoci přiměřené.

## Využití psychomotorické terapie u psychiatrických pacientů
Využití psychomotorické terapie je u těchto pacientů voleno vzhledem k diagnóze, závažnosti onemocnění, aktuálnímu psychosomatickému stavu nemocného a zaměření léčby. Pro rozvoj pracovní a pohybové terapie v ústavech pro choromyslné měl zásadní význam Karol Matulay (1906–1998), který propagoval a zaváděl pracovní a další činnostní terapie. Na pracovištích, na kterých působil, budoval hřiště a atletická sportoviště, kde sám prováděl s pacienty terapii sportem.
Mezi ergoterapeuticky orientované české psychiatry patřil Zdeněk Bašný (*1920) který působil v největších českých psychiatrických léčebnách v Dobřanech a v Praze v Bohnicích, kde na svých odděleních organizoval tělesná cvičení s aktivačními nebo relaxačními účinky, například jednoduché jógové sestavy.